# Wolfgang Biedron
Wolfgang Horst Biedron (ur. 11 czerwca 1951 w Hohenfels) – szwedzki judoka. Olimpijczyk z Moskwy 1980, gdzie zajął siódme miejsce w wadze półlekkiej.
Siódmy na mistrzostwach świata w 1979. Brązowy medalista mistrzostw Europy w 1977. Drugi na mistrzostwach nordyckich w 1980 roku. 
Jego żona Eva Wikström również była judoczką i olimpijką z Barcelony 1992.

## Letnie Igrzyska Olimpijskie 1980
| Konkurencja | Eliminacje                | Eliminacje          | Eliminacje             | Repasaże              | Klas. końcowa |
| Konkurencja | Przeciwnik I              | Przeciwnik II       | 1/4                    | Przeciwnik I          | Miejsce       |
| ----------- | ------------------------- | ------------------- | ---------------------- | --------------------- | ------------- |
| 65 kg       | Redwan El-Zaouiki (SYR) Z | Luiz Onmura (BRA) Z | Cendijn Damdin (MGL) P | Yves Delvingt (FRA) P | 7.            |